# ۱۱۸۹ (میلادی)
۱۱۸۹ (میلادی) هزار و صد و هشتاد و نهمین سال تقویم میلادی است.

## درگذشتگان
‎